# Carrera contra la Máquina
Carrera contra la Máquina o La carrera contra la Máquina (en inglés: Race against the Machine) es un libro de no ficción del año 2011, cuyos autores son Erik Brynjolfsson y Andrew McAfee, y que trata sobre la interacción de la tecnología digital, con el empleo y con las organizaciones, así como sobre el futuro del trabajo y el futuro de nuestra propia sociedad.
El título completo de este libro, en idioma inglés es: "Race Against the Machine: How the Digital Revolution Is Accelerating Innovation, Driving Productivity, and Irreversibly Transforming Employment and the Economy", y en idioma español es: "Carrera contra la máquina: Cómo la revolución digital está acelerando la innovación, impulsando la productividad, y transformando irreversiblemente el empleo y la economía".

## Contenido
La tesis principal de este libro, es que estamos en medio de una revolución tecnológica que está redefiniendo radicalmente cuestiones tales como 'qué es el trabajo', 'cómo se crea el valor', y 'cómo la economía distribuye ese valor'. Los autores examinaron y manejaron estas ideas, después de analizar la recuperación económica que siguió a la Gran Recesión del año 2008 en Estados Unidos.
Cuando terminó esa recesión, se recuperaron rápidamente varios indicadores relacionados con el desarrollo económico (como ser el PIB, las ganancias corporativas, y las inversiones en equipos y en software). Sin embargo, el desempleo quedó rezagado. Esta observación llevó a los autores Erik Brynjolfsson y Andrew McAfee, a concluir que se estaba produciendo un cambio drástico en los medios de producción. Los recién citados autores pensaron que la tecnología estaba causando este cambio, al mismo tiempo que se aumentaba la productividad de las empresas, y al mismo tiempo también que se eliminaba la necesidad de muchas formas de trabajo humano.
Al llegar a esta conclusión, Brynjolfsson y McAfee analizaron si alguien más había examinado y discutido esta tendencia. Y cuando verificaron que la tecnología en gran medida no se incluía en las discusiones sobre el desempleo, decidieron entonces escribir este libro, para poder mejor desarrollar y justificar sus ideas, y para así además ayudar a poner en marcha las discusiones y el intercambio de ideas.
Una cuestión sustentada por los autores de este libro, es que el ritmo de la automatización se ha acelerado en los últimos años debido a la combinación entre sí de tecnologías cada vez más inteligentes, como ser robótica, máquinas controladas numéricamente, software de gestión de inventario, reconocimiento de voz, reconocimiento de hablantes, traducción de idiomas, autocontrol, conducción de vehículos, reconocimiento de patrones, comercio en línea, etc.

Los autores señalan que las empresas están sustituyendo cada vez más a personas por máquinas, y que la velocidad a la que avanzan las tecnologías digitales es exponencialmente más alta que la de las organizaciones, instituciones, e individuos, dentro de nuestra economía. Además, el uso corporativo de equipos y del software está aumentando más rápido que la tasa de empleo.
Brynjolfsson y McAfee afirman que las tecnologías digitales avanzadas están haciendo que las personas sean más innovadoras, productivas y en definitiva más ricas, tanto a corto como a largo plazo, pero potencialmente a costa de aumentar la desigualdad de riqueza en la sociedad. Desde el punto de vista de los autores, una de las principales consecuencias igualitarias de los desarrollos tecnológicos digitales, es su impacto potencialmente negativo en algunos tipos de empleo, como por ejemplo el trabajo rutinario de procesamiento de información. Los autores parecerían abogar por una asociación y colaboración más estrecha entre las computadoras y los seres humanos, como el camino hacia la creación de más y mejor empleo a futuro. "En medicina, derecho, finanzas, venta al por menor, fabricación e incluso descubrimientos científicos", señalan, "la clave para ganar la carrera no es competir contra máquinas sino competir con el apoyo de máquinas".